# Condado de Ribadeo
El condado de Ribadeo es un título nobiliario español creado el 22 de septiembre de 1431, por el rey Juan II de Castilla a favor de Rodrigo de Villandrando, «con el privilegio de comer en la mesa de los Reyes y la gracia del vestido que el Rey usase el día de la Circuncisión».
Su denominación hace referencia al municipio de Ribadeo, provincia de Lugo, Galicia

## Historia del condado de Ribadeo
En 1369, la lucha por el trono entre Pedro I el Cruel y Enrique de Trastámara, marcó un cambio de rumbo para Ribadeo, que de estar bajo la protección real pasó a ser un condado, en manos de un francés, Pedro Le Vesque de Vilaines (Pierre "le Bègue" de Villaines) compañero de Bertrand du Guesclin en los apoyos por la consecución del trono por parte de Enrique, recibiéndolo como pago por sus servicios el 20 de diciembre de 1369.
Años después, sus descendientes vendieron el condado a Ruy López Dávalos, condestable de Castilla, que se convierte en el II conde de Ribadeo y que cayó en desgracia y en 1422 «fue privado de todas sus dignidades».
Más tarde Juan II lo volvió a conceder en su conjunto (en 1431) a Rodrigo de Villandrando. El título llevó posteriormente parejo el comer con el rey el día de Epifanía y llevar el traje que se había puesto el rey ese día, como consecuencia de que el conde había librado al rey de caer en manos del infante Enrique.
A comienzos de los tiempos modernos —hacia 1500— Ribadeo aparece, en definitiva, bajo el dominio particular de sus condes, en lo que atañe a su gobierno, y desde el punto de vista económico de la villa se encontraba estrechamente vinculada a la economía del Atlántico, gracias a las exportaciones de madera en dirección a Sevilla y Lisboa, a la construcción de naos y a la emigración hacia Sevilla y las Indias.
El VIII conde de Ribadeo, VIII conde de Salinas y II marqués de Alenquer, Rodrigo de Silva y Sarmiento de Villandrando, casó con Isabel Margarita Fernández de Híjar y Castro-Pinós que era IV duquesa de Aliaga, IV duquesa de Híjar, IV duquesa de Lécera y VII condesa de Belchite, por los que el título de conde de Ribadeo quedó incorporado a la Casa de Híjar, hasta el siglo XIX (1877), en el que llega al XXII conde de Ribadeo Alfonso de Silva y Fernández de Córdoba. Con la muerte del mismo en 1956), pasó a la Casa de Alba. La heredera fue su nieta Cayetana Fitz-James Stuart y Silva, XXIII condesa de Ribadeo. 

## Condes de Ribadeo
|                      | Titular                                                                 | Periodo              |
| Creación por Juan II | Creación por Juan II                                                    | Creación por Juan II |
| -------------------- | ----------------------------------------------------------------------- | -------------------- |
| I                    | Rodrigo de Villandrando                                                 | 1431-1448            |
| II                   | Pedro de Villandrando y Zúñiga                                          | 1448-¿?              |
| III                  | Diego Gómez Sarmiento de Villandrando y Ulloa                           | ¿?-¿?                |
| IV                   | Rodrigo Sarmiento de Villandrando y Pimentel                            | ¿?-¿?                |
| V                    | Ana Sarmiento de Villandrando y Ulloa                                   | ¿? -1595             |
| VI                   | Pedro Sarmiento de Silva y Villandrando                                 | 1595-1599            |
| VII                  | Mariana Sarmiento de Villandrando y Ulloa                               | 1599-1600            |
| VIII                 | Rodrigo Sarmiento de Silva y Villandrando                               | 1600-1664            |
| IX                   | Jaime Francisco Sarmiento de Silva y Fernández de Híjar                 | 1664-1669            |
| X                    | Tomás Fernández de Híjar y Pignatelli de Aragón                         | 1668-1669            |
| XI                   | Francisco de Silva Hijar y Pimentel                                     | 1683-1697            |
| XII                  | Juana Petronila de Silva y Aragón Fernández de Híjar y Pignatelli       | 1697-1710            |
| XIII                 | Isidro Francisco Fernández de Híjar y Portugal Silva                    | 1710-1749            |
| XIV                  | Joaquín Diego de Fernández de Híjar y Portocarrero Funes de Villalpando | 1749-1758            |
| XV                   | Pedro de Alcántara Fernández de Híjar y Abarca de Bolea                 | 1758-1808            |
| XVI                  | Agustín Pedro de Silva Fernández de Híjar y Palafox                     | 1808-1817            |
| XVII                 | María Francisca Javiera de Silva y Fitz-James Stuart                    | 1817-1818            |
| XVIII                | José Rafael Fadrique de Silva Fernández de Híjar y Palafox              | 1818-1863            |
| XIX                  | Cayetano de Silva y Fernández de Córdoba                                | 1863-1865            |
| XX                   | Agustín de Silva y Bernuy                                               | 1865-1872            |
| XXI                  | Alfonso de Silva y Campbell                                             | 1872-1930            |
| XXII                 | Alfonso de Silva y Fernández de Córdoba                                 | 1930-1956            |
| XXIII                | María del Rosario Cayetana Fitz-James Stuart y Silva                    | 1957-2013            |
| XXIV                 | Alfonso Martínez de Irujo y Fitz-James Stuart                           | 2013-actual titular  |

## Historia de los condes de Ribadeo

Escudo del municipio de Ribadeo, provincia de Lugo

- Rodrigo de Villandrando (m. 15 de marzo de 1448), I conde de Ribadeo y señor de Navia.[5] Era hijo de Pedro de Villandrando y de Inés del Corral.[6]

Casó en primeras nupcias con Margarita de Borbón (m. 1434), hija ilegítima de Jean IV, duque de Bourbon, conde de Clermont, conde de Forez, duque de Auverghe y conde de Montpensier. Fueron padres de tres hijos: Charles, que heredó los bienes de su padre en Francia donde residió; María, monja; e Isabel, casada con Lorenzo de Figueroa de Mendoza, I conde de Coruña.
Contrajo un segundo matrimonio con Beatriz de Zúñiga, hija de Diego López de Zúñiga, señor de Monterrey, y de Elvira Rodríguez, señora de Biedma. Una hija de este segundo matrimonio, Marina de Villandrando y Zúñiga, casó con Diego Gómez Sarmiento de Mendoza, I conde de Salinas, y fueron los abuelos del III conde de Ribadeo. Le sucedió en el condado de Ribadeo, su hijo del segundo matrimonio:
- Pedro de Villandrando y Zúñiga, II conde de Ribadeo.[8][6]

Murió sin descendencia y le sucedió su sobrino nieto, hijo de Diego Pérez Sarmiento de Villandrando y Zúñiga —hijo del I conde de Salinas y de Marina de Villandrando y Zúñiga—, y de  María de Ulloa y Castilla:
- Diego Gómez Sarmiento de Villandrando y Ulloa, III conde de Ribadeo y III conde de Salinas.[9]

Casó con Brianda de la Cerda, señora de Miedes, hija de Luis de la Cerda y Castro, II señor de Mandayona y de Miedes, y de Francisca de Mendoza y Luna. Le sucedió su nieto, hijo de Diego Sarmiento de Villandrando y de la Cerda y de Ana Pimentel y Manrique:
- Rodrigo Sarmiento de Villandrando y Pimentel, IV conde de Ribadeo y IV conde de Salinas.[9]

Casó con Antonia de Ulloa y Pardo-Tavera, hija de Rodrigo de Ulloa I marqués de la Mota, y de Marina Pardo Tavera y Saavedra. Le sucedió su hija:
- Ana Sarmiento de Villandrando y Ulloa (1575-1595), V condesa de Ribadeo y V condesa de Salinas.[9]

Casó, en noviembre de 1591, siendo su segunda esposa, con Diego de Silva y Mendoza, III duque de Francavilla y I marqués de Alenquer. Le sucedió su hijo:
- Pedro Sarmiento de Silva y Villandrando (m. junio de 1599), VI conde de Ribadeo y VI conde de Salinas. Murió con cinco años y le sucedió la hermana de su madre, su tía carnal:

- Mariana Sarmiento de Villanderado y Ulloa (m. 1600), VII condesa de Ribadeo y VII condesa de Salinas.[9]

Casó con su cuñado, viudo de su hermana Ana, Diego de Silva y Mendoza, III duque de Francavilla, I marqués de Alenquer. Le sucedió su hijo:
- Rodrigo Sarmiento de Silva y Villandrando (Madrid, 1600-Bembibre, 1664), VIII conde de Ribadeo, VIII conde de Salinas y II marqués de Alenquer.[11]

Casó con Isabel Margarita Fernández de Híjar y Castro-Pinós, IV duquesa de Híjar, IV duquesa de Aliaga, IV duquesa de Lécera, IX condesa de Belchite, y III condesa de Guimerá. Le sucedió su hijo:
- Jaime Francisco Sarmiento de Silva y Fernández de Híjar (Madrid, 30 de enero de 1625-25 de febrero de 1700),[16] IX conde de Ribadeo,[14] IV conde de Vallfogona,[14] V duque de Aliaga,[13] V duque de Híjar,[17] VIII conde de Belchite, IX conde de Salinas, III conde de Guimerá,[14] XV vizconde de Ebol, XVI de Canet, XV vizconde de Illa y IV de Alquerforadat, así como virrey de Aragón.

Casó, en primeras nupcias en 1654 con Ana Enríquez de Almansa, hija de Juan Enríquez de Borja y Almansa, VIII marqués de Alcañices, II marqués de Santiago de Oropesa, y de su mujer Ana Enríquez de la Cueva. En segundas nupcias, casó con Mariana Pignatelli de Aragón, hija de Ettore IV Pignatelli, IV príncipe di Noia, VI marchese di Cerchiari, VI duca di Monteleone etc. y de Giovana Tagliavia d'Aragona, V principessa di Castelvetrano, V duchessa di Terranova etc. Contrajo un tercer matrimonio en diciembre de 1682 con María Antonia Teresa Pimentel y Benavides, hija de Antonio Pimentel de Herrera y Zúñiga, XI conde y VIII duque de Benavente, XI conde de Mayorga, IX conde de Luna, y de su primera mujer Isabel Francisca de Benavides y de la Cueva, III marquesa de Jabalquinto. Le sucedió, de su segundo matrimonio, su hijo:
- Tomás Fernández de Híjar y Pignatelli de Aragón (1668-1669), X conde de Ribadeo.[14] Murió siendo niño. Le sucedió su medio hermano:

- Francisco de Silva Hijar y Pimentel (1683-1697), XI conde de Ribadeo.[14] Murió siendo niño. Le sucedió su hermana:

- Juana Petronila de Silva y Aragón Fernández de Híjar y Pignatelli (1669-2 de abril de 1710), XII condesa de Ribadeo,[14], V condesa de Vallfogona,[14] VI duquesa de Aliaga,[13] VI duquesa de Híjar,[12] IV condesa de Guimerá,[14] X condesa de Salinas,[14] XII condesa de Belchite y V vizcondesa de Alquerforadat.

Casó en primeras nupcias el 5 de diciembre de 1688 con su sobrino Fadrique de Silva Portocarrero y Lancaster, IV marqués de Orani, y en segundas en 1701 con Fernando de Pignatelli y Brancia, III príncipe de Montecorcino, I duque de Santo Mauro, gobernador de Galicia y virrey de Aragón. Le sucedió, de su primer matrimonio, su hijo:
- Isidro Francisco Fernández de Híjar y Portugal Silva (1690-10 de marzo de 1749[12]), XIII conde de Ribadeo,[18] VI conde de Vallfogona,[18] VII duque de Aliaga,[13] VII duque de Híjar,[12] V marqués de Orani,[18] VI conde de Guimerá,[18] XIII conde de Belchite, XII conde de Salinas,[18]  etc.

Casó en primeras nupcias el 24 de octubre de 1711, en Valladolid, con Luisa de Moncada y Benavides. Sin descendientes de este matrimonio. Contrajo un segundo matrimonio el 24 de marzo de 1717 con Prudencia Feliche Portocarrero y Funes de Villalpando (1696-1782), hija de Cristóbal Portocarrero Osorio Luna y Guzmán, IV conde del Montijo, III conde de Fuentidueña, XIII marqués de la Algaba, IV marqués de Valderrábano, IX marqués de Ardales, y de su tercera mujer María Regalada de Villalpando, XIV marquesa de Osera y marquesa de Ugena. Le sucedió su hijo de su segundo matrimonio:
- Joaquín Diego Fernández de Híjar y Portocarrero Funes de Villalpando (Madrid, 6 de julio de 1721-25 de diciembre de 1758),[15] XIV conde de Ribadeo,[19] VII conde de Vallfogona,[18][19] VIII duque de Aliaga,[13] VIII duque de Híjar,[12] XII duque de Lécera,[15] VI marqués de Orani, VI conde de Guimerá,[19] XIV conde de Belchite, XIV conde de Salinas,[19]  XII marqués de Montesclaros, IX conde de Palma del Río, vizconde de Illa, de Canet, de Alquerforadat, de Ansovell y XVI vizconde de Ebol.

Casó el 20 de marzo de 1739 con María Engracia Abarca de Bolea y Pons de Mendoza, VI duquesa de Bournonville, IV marquesa de Vilanant, III condesa de Robres VI vizcondesa de Joch y baronesa de Sangarrén y Orcau, Le sucedió su único hijo:
- Pedro Pablo de Alcántara Fadrique de Silva Fernández de Híjar y Abarca de Bolea  (Villarrubia de los Ojos, 25 de noviembre de 1741-Madrid, 23 de febrero de 1808),[18] XV conde de Ribadeo,[18] V duque de Bournonville,[12] XIII duque de Lécera,[15] IX duque de Híjar,[12] VIII conde de Vallfogona,[18] IX duque de Aliaga,[13] V duque de Almazán,[18] VII marqués de Orani,[18] V marqués de Rupit,[20] VII conde de Guimerá,[18] XIII conde de Salinas,[18] IX marqués de Almenara,[18] XIII marqués de Montesclaros, X conde de Palma del Río, XV conde de Belchite, XVII vizconde de Ebol, vizconde de Illa, de Canet, de Alquerforadat, de Ansovell, IX conde de Aranda, VI marqués de Torres de Aragón, VI marqués de Vilanant,[18] IX conde de Castellflorit. Era hijo de Joaquín Diego de Silva Fernández de Híjar, duque de Híjar, VIII duque de Aliaga, XII conde de Salinas, XIV conde de Ribadeo, VI marqués de Orani, etc., y de María Engracia Abarca de Bolea y Pons de Mendoza.[18]

Casó el 16 de julio de 1761 con Rafaela de Palafox y Croy d'Havré y Centurión, hija de Joaquín Felipe de Palafox y Centurión, IX marqués de La Guardia, IX marqués de Guadalest, VI marqués de Armunia, VI marqués de Ariza, IV conde de Santa Eufemia y de su segunda esposa, María Ana Carlota de Croy d'Havré y Lanti de la Róvere. Le sucedió su hijo:
- Agustín Pedro de Silva Fernández de Híjar y Palafox (1873-12 de diciembre de 1817), XVI conde de Ribadeo,[22] IX conde de Vallfogona,[22] X duque de Aliaga,[13] X duque de Híjar,[13] XIV duque de Lécera,[15] VI duque de Bournonville, V duque de Almazán, marqués de Almenara, XIV marqués de Montesclaros, XI conde de Palma del Río, XVI conde de Belchite, XV conde de Salinas, IX conde de Guimerá, XII conde de Aranda, VII marqués de Rupit, VII marqués de Torres de Aragón, VII marqués de Vilanant, X conde de Castellflorit, XVIII vizconde de Ebol, vizconde de Illa, de Canet, de Alquerforadat y de Ansovell.

Casó el 24 de enero de 1790, en Madrid, con María Fernanda Fitz-James Stuart y Stölberg, hija de Carlos Bernardo Fitz-James Stuart y Silva, XI marqués de la Jamaica, IV duque de Berwick, IV duque de Liria y Jérica, XI duque de Veragua, X duque de la Vega de la Isla de Santo Domingo, VI marqués de Tarazona, V marqués de San Leonardo, marqués de la Mota, XIII conde de Gelves, VIII conde de Ayala, XII conde de Monterrey, y de Carolina Augusta zu Stolberg-Gedern, princesa de Hornes. Le sucedió su hija:
- María Francisca Javiera de Silva y Fitz-James Stuart (1795-26 de septiembre de 1818), XVII condesa de Ribadeo,[22] X condesa de Vallfogona,[22] XI duquesa de Aliaga,[23] XI duquesa de Híjar,[13] XV duquesa de Lécera,[15] VI duquesa de Almazán, VII duquesa de Bournonville, VIII marquesa de Orani, marquesa de Almenara, XV marquesa de Montesclaros, XII condesa de Palma del Río, XVII condesa de Belchite, XVI condesa de Salinas,  X condesa de Guimerá, XIII conde de Aranda, VII marquesa de Rupit, XI conde de Castellflorit, VIII marquesa de Torres de Aragón, VIII marquesa de Vilanant, XIX vizcondesa de Ebol, vizcondesa de Illa, de Canet, de Alquerforadat y de Ansovell. Murió soltera sin descendientes. Le sucedió el hermano de su padre, su tío carnal:

- José Rafael Fadrique de Silva Fernández de Híjar y Palafox (Madrid, 29 de marzo de 1776-Madrid, 16 de septiembre de 1863), XVIII conde de Ribadeo,[22] VIII duque de Bournonville,[24] XVI duque de Lécera,[15] XII duque de Híjar,[13] XI conde de Vallfogona,[22] XII duque de Aliaga,[15] VIII duque de Almazán,[22] VIII marqués de Orani,[22]  marqués de Almenara, XVI marqués de Montesclaros, VIII marqués de Rupit,[22] XIII conde de Palma del Río, XXI conde de Belchite,[22]  XVI conde de Salinas,[22]  X conde de Guimerá,[22]  XIV conde de Aranda,[22]  XII conde de Castellflorit, IX marqués de Torres de Aragón, IX marqués de Vilanant,[22] XI vizconde de Alquerforadat,[22]  XX vizconde de Ebol, Sumiller de Corps de los reyes Fernando VII e Isabel II, caballero de la Orden del Toisón de Oro, Orden de Carlos III|gran cruz de Carlos III y senador.[22]

Casó el 9 de agosto de 1801, en Madrid, con Juana Nepomucena Fernández de Córdoba Villarroel y Spínola de la Cerda, VIII condesa de Salvatierra, VII marquesa del Sobroso, marquesa de Loriana, marquesa de Baides, X marquesa de Jódar, marquesa de la Puebla de Ovando, VI marquesa de Valero, VII marquesa de San Vicente del Barco, VII marquesa de Fuentehoyuelo, vizcondesa de Villatoquite, hija de José Fernández de Córdoba Sarmiento de Sotomayor, VII conde de Salvatierra, V marqués de Valero, IX marqués de Baides, IX marqués de Jódar, etc., y de su segunda esposa, María Antonia Fernández de Villarroel y Villacís Vargas y Manrique.  Le sucedió su hijo primogénito:
- Cayetano de Silva y Fernández de Córdoba (Madrid, 8 de noviembre de 1805-Perpiñán, 25 de enero de 1865), XIX conde de Ribadeo,[26] IX conde de Salvatierra, XVII conde de Salinas,[26] XVII duque de Lécera,[15] XIII duque de Híjar, VIII duque de Almazán, IX duque de Bournonville, IX marqués de Orani, XIV marqués de Almenara, X marqués de Vilanant, XI marqués de Jódar, XIII conde de Aranda, XIII conde de Vallfogona, vizconde de Alquerforadat, XXI vizconde de Ebol.

Casó el 11 de enero de 1826, en Madrid, con María Soledad Bernuy y Valda, hija de Ana Agapita de Valda y Teigeiro, IX marquesa de Valparaíso, marquesa de Albudeite. Le sucedió su hijo:
- Agustín de Silva y Bernuy (Madrid, 10 de mayo de 1822-16 de mayo de 1872), XX conde de Ribadeo,[27] XIX conde de Salinas, XVIII duque de Lécera,[15] XIV duque de Híjar, X marqués de Orani,[27] X duque de Bournonville, VIII marqués de San Vicente del Barco, marqués del Sobroso, XV marqués de Almenara, VII marqués de Rupit, XIV conde de Aranda, conde de Castellflorit, X conde de Salvatierra, vizconde de Alquerforadat, vizconde de Ebol, príncipe della Portella.

Casó el 5 de enero de 1852, en Madrid, con su tía, Luisa Ramona Fernández de Córdoba y Vera de Aragón, hija de Francisco de Paula Fernández de Córdoba y Lasso de la Vega, XIX conde de la Puebla del Maestre, y de María Manuela de Vera de Aragón y Nin de Zatrillas, marquesa de Peñafuerte. Sin descendientes. Le sucedió su primo hermano:
- Alfonso de Silva y Campbell (Bayona, 14 de agosto de 1848-Madrid, 17 de febrero de 1930), XXI conde de Ribadeo,[27] XIV duque de Aliaga, XV duque de Híjar, XIX duque de Lécera,[28] XVI conde de Palma del Río, VIII marqués de San Vicente del Barco, XVII conde de Aranda, XVI marqués de Almenara.

Casó el 21 de septiembre de 1876, en Irún, con María del Dulce Nombre Fernández de Córdoba y Pérez de Barradas, hija de Luis Antonio Fernández de Córdoba Figueroa y Ponce de León, XV duque de Medinaceli y de Ángela Pérez de Barradas y Bernuy, I duquesa de Denia, I duquesa de Tarifa. Le sucedió su hijo:
- Alfonso de Silva y Fernández de Córdoba (Pau, 1877-Madrid, 8 de mayo de 1956), XXII conde de Ribadeo,[27] XV duque de Aliaga, XVI duque de Híjar, XVII conde de Palma del Río, IX marqués de San Vicente del Barco, XVIII conde de Aranda, XI conde de Salvatierra, XVII marqués de Almenara.

Casó el 8 de febrero de 1899, en Madrid, con María del Rosario Gurtubay y González de Castejón, Dama de la Reina Victoria Eugenia de España. En 1957 le sucedió su nieta, hija de Jacobo Fitz-James Stuart y Falcó, XVII duque de Alba de Tormes, y de su esposa, María del Rosario de Silva y Gurtubay (1900-1934) X marquesa de San Vicente del Barco.
- María del Rosario Cayetana Fitz-James Stuart y Silva, XXIII condesa de Ribadeo,[27] XVIII duquesa de Alba de Tormes, etc.

Casó en primeras nupcias con Luis Martínez de Irujo y Artázcoz. Con sucesión. Casó en segundas nupcias con Jesús Aguirre y Ortiz de Zárate y en terceras con Alfonso Díez Carabantes. Sin sucesión los dos últimos matrimonios. Le sucedió, por cesión, su segundogénito:
- Alfonso Martínez de Irujo y Fitz-James Stuart (m. 22 de octubre de 1950), XXIV conde de Ribadeo,[29] XVIII duque de Híjar, XV duque de Aliaga, XVI marqués de Orani, XVII marqués de Almenara, XIX conde de Aranda,  XIV conde de Guimerá, XIX conde de Palma del Río.[29]

Casó el 4 de junio de 1977, en Madrid, con María de la Santísima Trinidad de Hohenlohe-Langenbourg y de la Cuadra (divorciados desde 1985). Padres de Luis y de Javier Martínez de Irujo y de Hohenlohe-Langenbourg.